# Carmen Consoli
Carmen Consoli (née le 4 septembre 1974 à Catane, en Sicile) est une auteur-compositeur-interprète italienne, .